# Schicksale – und plötzlich ist alles anders
Schicksale – und plötzlich ist alles anders ist eine „Light Fiction“-Fernsehserie des deutschen Fernsehsenders Sat.1, die von 2010 bis 2019 ausgestrahlt wurde. Produziert wurde sie von Constantin Entertainment. Die Erstausstrahlung fand am 8. Februar 2010 statt.

## Inhalt
In jeder Episode der Sendung werden verschiedene Schicksale dargestellt. Beispielsweise kommt es zu Entführungen, anderen kriminellen Handlungen oder einschneidenden Erlebnissen. Zu Beginn der Sendung werden bereits Teile des Endes der Handlung gezeigt, die besonders bedeutend sind. Danach wird die Geschichte, wie es zu dieser Szene kommt, erzählt. Mit verschiedenen Bildschirmaufteilungen (Split Screen) und Einblendungen der verbleibenden Zeit bis zum jeweiligen „Schicksal“ soll beim Zuschauer Spannung erzeugt werden.

## Ausstrahlung und Einschaltquoten
Nach einer fünfteiligen Testreihe vom 8. bis zum 12. Februar 2010 um 17:00 Uhr entschied sich Sat.1 aufgrund akzeptabler Quoten, die Sendung weiterhin im Vorabendprogramm zu zeigen. Weitere Episode wurden bestellt, welche ab dem 20. September montags bis freitags um 19:00 Uhr ausgestrahlt wurden. Die Sendung konnte sich in dieser Zeit von anfangs einstelligen Werten bei den 14–49-jährigen Zuschauern auf zweistellige Werte verbessern. Der Bestwert lag bei 11,1 % und somit knapp oberhalb des damaligen Senderschnittes. In den folgenden Jahren erfolgte die Ausstrahlung in der Regel auf dem Sendeplatz um 17:30 Uhr, zwischenzeitlich auch 17:00 Uhr oder 18:00 Uhr. Im Regionalprogramm von Sat.1 wurde die Sendung durch die Regionalnachrichten 17:30 Sat.1 ersetzt.